# Landesbereitschaftspolizei Sachsen-Anhalt
Die Landesbereitschaftspolizei Sachsen-Anhalt war bis zum 31. Dezember 2018 eine Einrichtung der Polizei Sachsen-Anhalt.

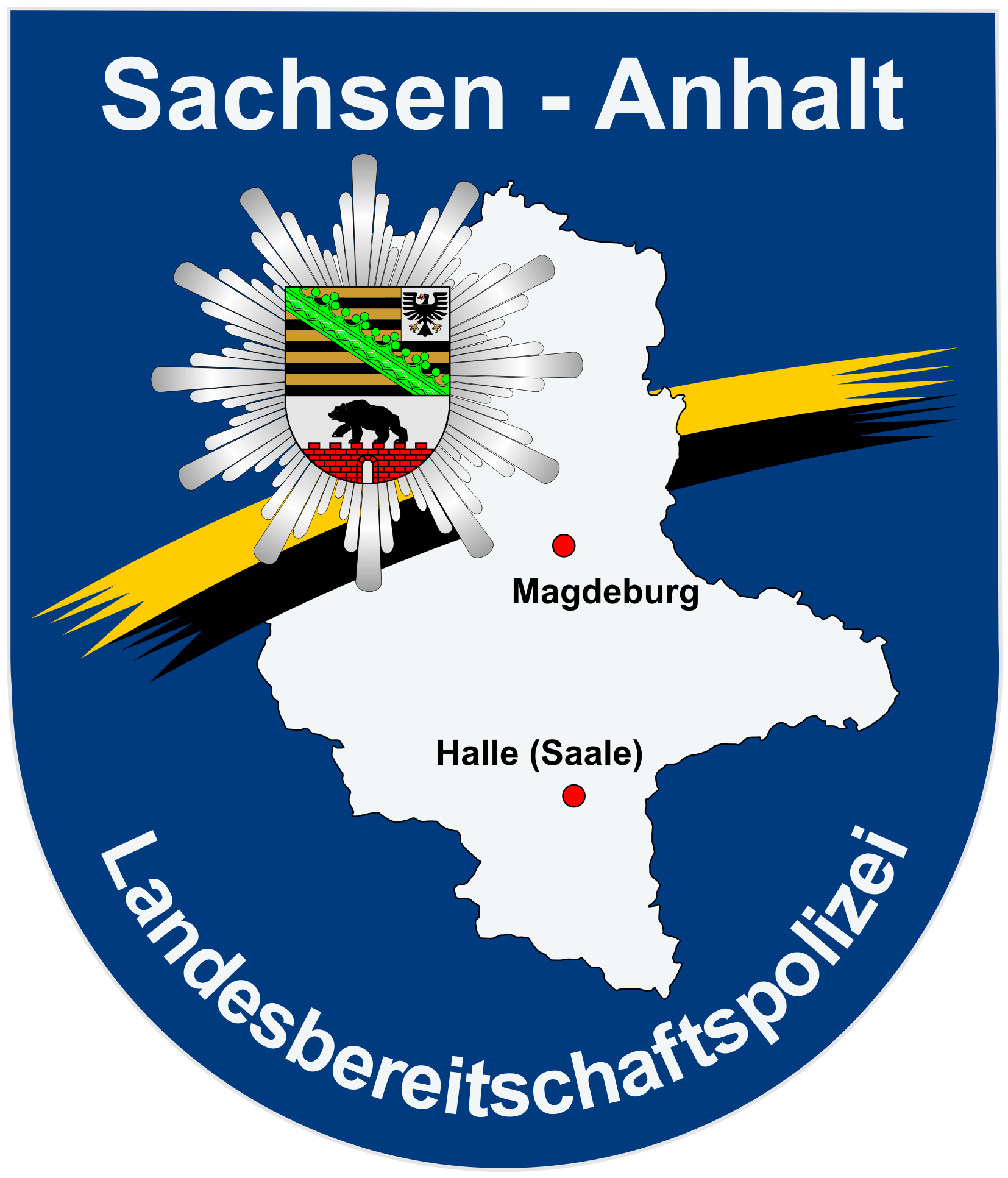
Verbandsabzeichen der Landesbereitschaftspolizei Sachsen-Anhalt

Im Gegensatz zu den Polizeidirektionen, denen in ihrem jeweiligen Bezirk die polizeilichen Aufgaben übertragen waren, stellte die Landesbereitschaftspolizei Personal und besondere Führungs- und Einsatzmittel bereit und unterstützt insbesondere die Polizeidirektionen. Nach ihrer Auflösung wurden die Aufgaben von der Polizeiinspektion Zentrale Dienste Sachsen-Anhalt übernommen.

## Auftrag
Zu den Aufgaben der Landesbereitschaftspolizei gehörte insbesondere die Unterstützung der Polizeibehörden bei der Bewältigung von polizeilichen Einsatzlagen, die über die Anforderungen der Alltagsorganisation hinausging. Dies konnten neben demonstrativen Aktionen auch Fußballspiele, Einsätze zur Bekämpfung herausragender Kriminalitätsphänomene, aber auch Einsätze im Zusammenhang mit Katastrophen sein. Auch die Unterstützung des polizeilichen Einzeldienstes, die Bekämpfung von Kriminalitätsschwerpunkten und hauptsächlichen Verkehrsunfallursachen oder die Suche nach vermissten Personen zählten zu den Tätigkeitsfeldern.

## Organisation

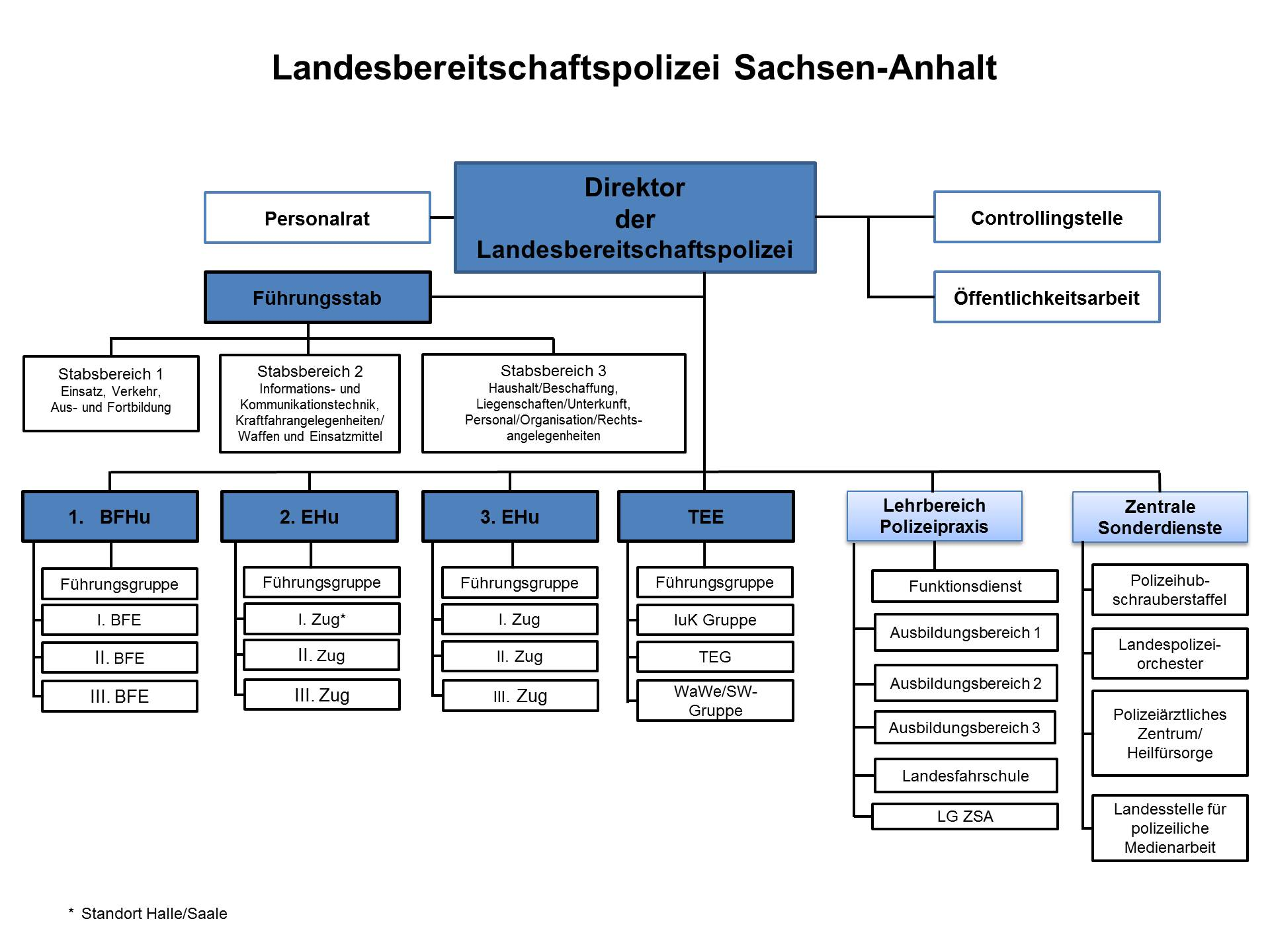
Organigramm der Landesbereitschaftspolizei Sachsen-Anhalt (2018)

Den Kern der Landesbereitschaftspolizei bildete Führungsstab und die Einsatzeinheiten.

### Organisationseinheiten

#### Einsatzeinheiten
Hierzu gehörten eine Beweissicherungs- und Festnahmehundertschaft (BFE), zwei taktische Einsatzhundertschaften (EHu) sowie eine Technische Einsatzeinheit (TEE).
Während die Beweissicherungs- und Festnahmeeinheiten insbesondere bei Lagen mit gewalttätigem Verlauf, erhöhtem Gefährdungspotential und zur Durchführung beweissicherer Festnahmen von Straftätern eingesetzt wurden, kamen die Einsatzhundertschaften schwerpunktmäßig bei taktischen Standardaufgaben zum Einsatz.
Die Technische Einsatzeinheit unterstützte die Einheiten sowie den polizeilichen Einzeldienst durch Bereithalten und Einsatz von Personal bzw. besonderen technischen Führungs- und Einsatzmitteln, wie:
- Absperrgeräten
- Fahrzeugen mit besonderer Ausrüstung zum Räumen, Sperren, Bergen und Ausleuchten, z. B. Wasserwerfer, Zugmaschine mit Ladekran, Lichtmastkraftwagen oder Sonderwagen 4,
- Tauchergruppen zur Unterwassersuche und -bergung von vermissten Personen, Diebesgut oder Beweismitteln.

Die Einsatzeinheiten der Landesbereitschaftspolizei Sachsen-Anhalt wurden in ganz Sachsen-Anhalt, in besonderen Fällen aber auch in anderen Bundesländern, eingesetzt.

#### Aus- und Fortbildung
Der Landesbereitschaftspolizei war der Lehrbereich Polizeipraxis (LPP) zugeordnet. Zu seinen Aufgaben zählte die fachpraktische Ausbildung der Polizeimeister- und Polizeikommissarsanwärter im Rahmen der Ausbildung bzw. des modularisierten Studiums der Fachhochschule Polizei. Überdies führte der Lehrbereich Polizeipraxis zu ausgewählten Themen landesweite zentrale Fortbildungen als auch bereitschaftspolizeiinterne Fortbildungen durch.

#### Zentrale Sonderdienste
Als Zentrale Sonderdienste waren der Landesbereitschaftspolizei weiterhin die Polizeihubschrauberstaffel, das Landespolizeiorchester sowie das Polizeiärztliche Zentrum/Ärztlicher Gutachterdienst, die Heilfürsorge und die Landesstelle für polizeiliche Medienarbeit zugeordnet.

### Standorte
Die Landesbereitschaftspolizei Sachsen-Anhalt hatte ihren Hauptsitz in Magdeburg und einen Standort mit einem Einsatzzug in Halle/Saale.

## Direktoren der Landesbereitschaftspolizei seit 1990
- 1990–2008: Alfred Tilch
- 2008–2013: Eberhard Welz
- 2013–2018: Rigo Klapa[3]